# أنجي تورنر كينغ
إنجي لينا تورنر كينغ (بالإنجليزية: Angie Turner King) (9 ديسمبر 1905 - 28 فبراير 2004)، واحدة من أوائل النساء الأمريكيات الأفريقيات الحاصلات على شهادات في الكيمياء والرياضيات والدكتوراه في تعليم الرياضيات. كان لها تأثير بارز في طلابها مثل مارغريت إس كولينز وكاثرين جونسون.

## حياتها المبكرة وتعليمها
وُلدت إنجي لينا (تورنر قبل الزواج) كينغ في عام 1905 في إلكرون، فرجينيا الغربية، وهي منطقة معزولة لاستخراج الفحم. كانت أجداد كينغ عبيدًا وعاشت مع جدتها بعد وفاة والدتها وهي في الثامنة، وتوفي والدها في حادث عند استخراج الفحم.
تذكر كينغ كيف كانت تنام في كوخ حيث «كنت أستيقظ على وقع الثلج على سريري في أيام الشتاء عندما تثلج» وأن جدتها ذات البشرة الأفتح كانت تناديها «العاهرة السوداء»: «كان ذلك قاسيًا لكنه لم يرهق تفكيري». عاشت كينغ فيما بعد مع جدها، فتمكنت من الالتحاق بمدرستها.
تفوقت وتخرجت من المدرسة الثانوية في سن 14 عامًا (في عام 1919)، لكنها كانت على دراية بأن منح الكليات ممكنة. بدأت كينغ تدريب التدريس في معهد بلوفيلد للملونين (كلية ولاية بلوفيلد اليوم)، ثم انتقلت إلى كلية ولاية فيرجينيا الغربية. تمكنت من تأمين مصاريف الدراسة بفضل عملها نادلةً وفي غسيل الصحون. حصلت على البكالوريوس في العلوم بامتياز مع مرتبة الشرف في الرياضيات والكيمياء في عام 1927، وأطروحة حول محاليل حمض التانيك وأكسيد الحديد المائي.

## حياتها المهنية
بدأت كينغ التدريس في مختبر المدرسة الثانوية لكلية ولاية فيرجينيا الغربية، والدراسة في جامعة كورنيل في الصيف. حصلت على درجة الماجستير في الكيمياء والرياضيات في عام 1931. وحصلت على فرصة للعمل أستاذة في كلية ولاية فيرجينيا الغربية والتحقت بجامعة بيتسبرغ للتحضير للدكتوراه. حصلت على الدكتوراه في عام 1955 ووُثقت في الأخبار المحلية. كان محتوى رسالتها حول تحليل الجبر في المناهج المدرسية قبل 1900. كانت أطروحة الماجستير ورسالتها كل ما نُشر لها.
أُسس في الحرب العالمية الثانية برنامجُ تدريب عسكري يسمى برنامج التدريب المتخصص العسكري (إيه إس تي بّي)؛ وذلك ردًّا على القلق بشأن تأثير الحرب العالمية المتمثل في قلة الحاجة لضباط عسكريين من خريجي الكليات بعد الحرب. كان برنامج التدريب المتخصص العسكري مفصولًا عنصريًا، وكانت كلية ولاية فرجينيا الغربية واحدة من ست كليات للسود مُنحت وحدة لبرنامج التدريب المتخصص العسكري، وقد درّست كينغ الكيمياء في هذا البرنامج.
تميزت مسيرة كينغ المهنية بالتعليم والإرشاد، وترك أثر في العديد من الطلاب المتجهين للدراسات العليا، مثل كاترين جونسون، واحدة من العلماء الذين سُلط الضوء عليهم في فيلم شخصيات مخفية. اصطفت جونسون كينغ ووصفت شدة تأثيرها قائلة إن كينغ «معلمة رائعة ذكية مهتمة شديدة الدقة». في استبيان لطلاب كلية ولاية فيرجينيا الغربية السابقين، رشح 27 من 72 من المجيبين كينغ بصفتها أفضل أستاذتهم، والتحق معظمهم بدراسات عليا. حازت كينغ على تصويت خريجي كلية ولاية فيرجينيا الغربية لعام 1954.

## حياتها الشخصية
تزوجت كينغ من روبرت إليمور كينغ في عام 1946، وأنجبا خمس فتيات. عاشت كينغ في مسكن الحرم الجامعي لكلية ولاية فيرجينيا الغربية حتى وفاتها في عام 2004.